# Brooklyn Brewery
A Brooklyn Brewery (Cervejaria Brooklyn) foi fundada em 1987 por Steve Hindy e Tom Potter.

## História
Hindy aprendeu a fazer cerveja durante um curso de seis anos em diversas nações do Médio Oriente, como Arábia Saudita e Síria. Após retornar para sua casa em Brooklyn em 1984, ele e Potter, seu vizinho no andar térreo do Park Slope, abandonaram seus empregos e fundaram a cervejaria. A dupla contratou o designer gráfico Milton Glaser, mais conhecido como o criador do logo para a campanha I Love New York, para criar o logo e identidade da cervejaria.

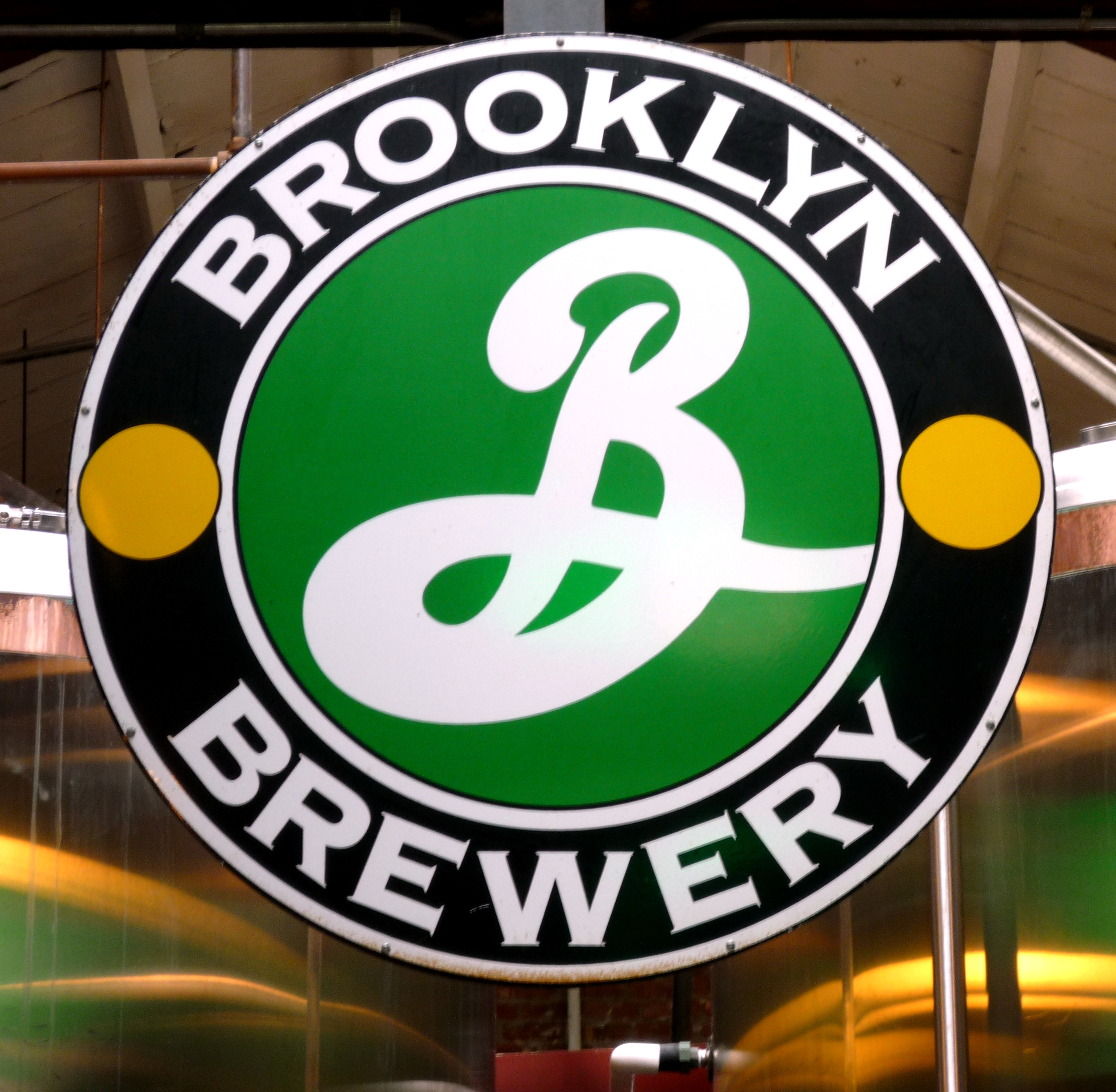
Logotipo da empresa na sede da Brooklyn Brewery em Williamsburg

 No início todas as cervejas eram produzidas em contrato com a Matt Brewing Company, e os dois começaram a sua própria empresa de distribuição, transportando pessoalmente e comercializando sua cerveja em bares e varejistas ao redor de Nova Iorque. Em 1996 eles adquiriram a antiga fábrica matzo em Williamsburg (Brooklyn), convertendo-a em uma cervejaria funcional.
Embora a cervejaria pretendesse expandir sua capacidade de produção na cidade, originalmente a maior parte da produção, incluindo todas as Brooklyn Lager e todos os produtos engarrafados, foram produzidos por contrato na cidade de Utica, ao norte do estado de Nova Iorque, devido à dificuldade de encontrar demanda na cervejaria de Williamsburg, a falta de uma linha de engarrafamento, e os benefícios do contrato de produção de cerveja. A cervejaria procurou mais tarde expandir suas instalações em Brooklyn, mas teve dificuldades em encontrar um local adequado dentro do bairro. Contudo, uma recessão econômica lhes permitiu permanecer em Williamsburg e realizar uma expansão da cervejaria em 2009, no valor de $6,5 milhão de dólares.
Desde 1994, Garrett Oliver é o mestre cervejeiro. Ele havia sido previamente nomeado mestre cervejeiro da Manhattan Brewing Company of New York em 1993, onde iniciou como aprendiz em 1989. Em 2003 publicou o livro "A Mesa do Mestre-Cervejeiro. Descobrindo os prazeres das cervejas e das comidas verdadeiras". Garrett também tem sido um juiz no Grande Festival da Cerveja Americana durante 11 anos.

## Livro
In 2005 Hindy e Potter publicaram Beer School: Bottling Success At The Brooklyn Brewery pela editora John Wiley & Sons. O livro é um guia para empresários e cervejeiros, bem como uma história dos autores durante o tempo conjunto na Brooklyn Brewery. Beer School aborda temas como a formação de equipes, bem como o marketing de guerrilha e publicidade, com cada capítulo escrito em torno de um tema da história da cervejaria. O livro é uma narrativa através das perspectivas de Hindy e Potter, e recebeu diversas menções positivas dos críticos.

## Honrarias
A Esquire selecionou a Brooklyn Lager 16 onças como uma das "Best Canned Beers to Drink Now" em um artigo de fevereiro de 2012.